# Akord

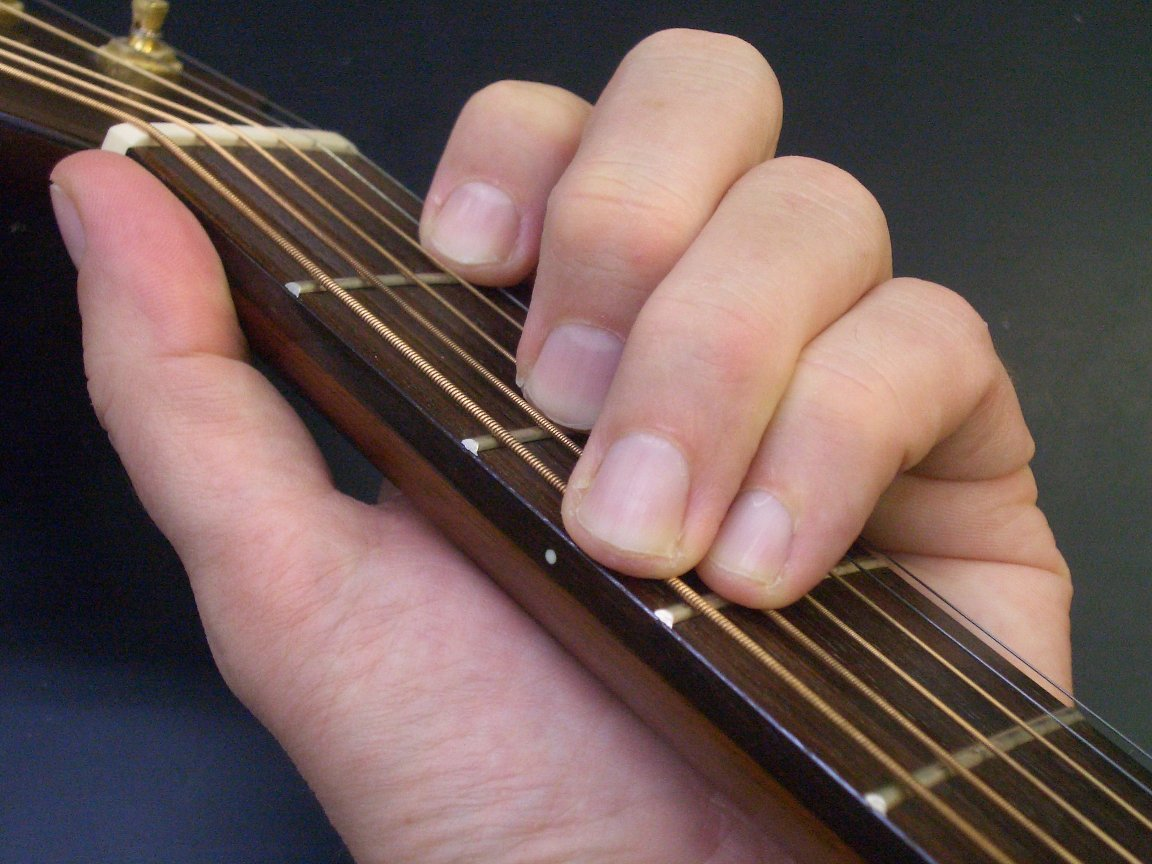
Chwyt akordu C-dur na gitarze

Akord – następstwo lub współbrzmienie co najmniej trzech dźwięków o różnej wysokości i nazwie.
Następstwo lub współbrzmienie kilku dźwięków oddalonych o oktawę lub jej wielokrotności nie stanowi akordu. Powoduje jedynie wzmocnienie dźwięku najniższego i wzbogacenie jego barwy.
Dźwięki składające się na akord muszą mieć jednoznacznie określoną wysokość. Wynika z tego, że efekty perkusyjne nie mogą być składnikami akordu. 
W niektórych przypadkach współbrzmienia dwudźwięków (odpowiadające definicji interwału) mogą być traktowane jako akordy niepełne. W nowszej harmonii budowane są akordy na bazie innych interwałów niż tercja, np. ich podstawą jest kwarta.

## Budowa akordu
Akordy buduje się tercjami. Zasada ta wynika z istnienia szeregu harmonicznego. Po ułożeniu tonów harmonicznych tercjami pomijając tony zwielokrotnione w oktawach, otrzymuje się pięć rodzajów akordów naturalnych:
- trójdźwięk durowy
- akord septymowy – czterodźwięk (z septymą małą)
- akord nonowy – pięciodźwięk (z septymą małą i noną wielką)
- akord undecymowy – sześciodźwięk (z septymą małą oraz wielkimi noną i undecymą)
- akord tercdecymowy – siedmiodźwięk (z septymą małą oraz wielkimi noną, undecymą i tercdecymą).

Nazwy akordów biorą się od interwału, w jakim są one zawarte.
Dźwięki wchodzące w skład akordu nazywa się jego składnikami. Pierwszy (najniższy) składnik akordu nazywa się prymą, drugi – tercją, trzeci – kwintą, czwarty – septymą, piąty – noną, szósty – undecymą, siódmy – tercdecymą. W symbolicznym zapisie akordów dla określenia poszczególnych składników używa się liczb 1, 3, 5, 7, 9, 11, 13.
Poszczególne składniki akordu mogą być poprzemieszczane względem siebie lub ominięte. Jednak o typie akordu decyduje interwał, w jakim zawiera się akord po uporządkowaniu jego składników od najniższego do najwyższego oraz kontekst, w którym się znajduje w utworze.

## Podział akordów

### Ze względu na liczbę dźwięków
- Trójdźwięk
- Akord septymowy (czterodźwięk)
- Akord nonowy (pięciodźwięk)
- Akord undecymowy (sześciodźwięk)
- Akord tercdecymowy (siedmiodźwięk)

### Ze względu na współbrzmienie
- Akord konsonansowy – akord, w którym współbrzmienia między wszystkimi składnikami są konsonansowe (trójdźwięki durowe oraz molowe)
- Akord dysonansowy – akord, w którym przynajmniej jedno współbrzmienie pomiędzy składnikami jest dysonansowe. Przykładowo w akordzie septymowym między pierwszym a czwartym składnikiem znajduje się dysonujący interwał septymy.

### Ze względu na pokrewieństwo
- Akordy pokrewne to takie akordy, które mają co najmniej jeden dźwięk wspólny.
- Akordy niepokrewne to takie akordy, które nie mają żadnego dźwięku wspólnego.

Stosunek pokrewieństwa/niepokrewieństwa określa się interwałem, jaki tworzą prymy dwóch akordów. I tak C-dur i D-dur są niepokrewne w stosunku sekundy, zaś B-dur i F-dur są pokrewne w stosunku kwinty.

### Ze względu na funkcję w danej tonacji
- Akordy główne, czyli trójdźwięki triady harmonicznej. W C-dur będą to: C-dur, F-dur i G-dur.
- Akordy poboczne, czyli trójdźwięki niewchodzące w skład triady harmonicznej. W C-dur będą to trójdźwięki: d-moll, e-moll, a-moll, h-zmniejszony.

## Postać akordu
Postać akordu określa jego przewrót. W zależności od tego, który składnik akordu znajduje się najniżej akord może być:
- w postaci zasadniczej – najniższym dźwiękiem jest pryma akordu
- w I przewrocie – najniższym dźwiękiem jest tercja akordu
- w II przewrocie – najniższym dźwiękiem jest kwinta akordu
- w III przewrocie – najniższym dźwiękiem jest septyma akordu
- w IV przewrocie – najniższym dźwiękiem jest nona akordu
- w V przewrocie – najniższym dźwiękiem jest undecyma akordu
- w VI przewrocie – najniższym dźwiękiem jest tercdecyma akordu

Nie każdy akord musi istnieć w każdej postaci. Trójdźwięk posiada pozycję zasadniczą oraz dwa przewroty, gdyż nie posiada więcej składników.

## Pozycja akordu
Pozycja akordu określa składnik, który jest najwyższym dźwiękiem w akordzie.